# Puente del Velero

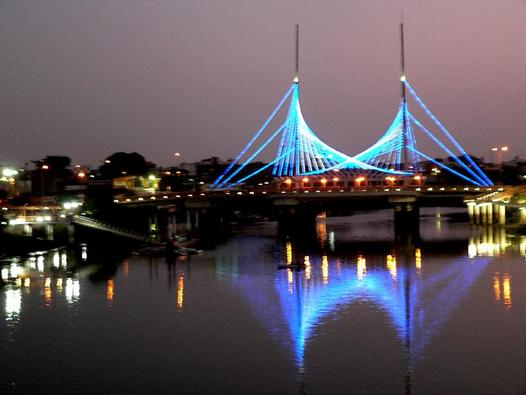
Le Puente del Velero au crépuscule, se reflétant dans l’Estero Salado dans la ville de Guayaquil

Le Puente del Velero (en français : pont du voilier) se trouve dans la localité de Guayaquil, en Équateur. Décidé en 1998, ce pont enjambe l’Estero Salado, dans le prolongement de la rue Aguirre, et de l’Avenida Marginal del Salado (aujourd’hui Avenida Barcelona). Il est connu sous le nom d'« El Velero » (le voilier). Cet ouvrage d’art, conçu par CPR Asociados C. Ltda., représente un jalon dans l’esthétique urbaine de Guayaquil, et il est décrit comme « Le plus beau pont du pays. »
Ce pont a été inauguré le 27 juillet 2005, et construit par la « société Technique de Montage et construction Mécanique C.T.M.C.M.C. Ltda. » Celle-ci a signé le 27 avril 2005 le contrat avec « Guayaquil Siglo XXI, Fundación Municipal para la Regeneración Urbana », pour la construction. Cet ouvrage a été construit en quatre-vingt-dix (90) jours civils et pour un coût de 194 193,78 $ US, plus la TVA.
La fourniture et l’installation de l’éclairage du pont ont été exécutées par la société « Marriott S.A. », à la suite d'un contrat qui a été signé le 11 avril 2005, pour un coût de 30 319,35 $ US plus la TVA, et une durée de 8 semaines.
La société « High Lights Ilumination de Ecuador C. Ltda. » a ensuite été engagée pour fournir 92 luminaires encastrés de type Walky pour la passerelle piétonne du pont El Velero – Malecon del Estero Salado, étape 2, en signant un contrat le 16 mai 2005.
Pour atteindre les objectifs de régénération urbaine, Guayaquil Siglo XXI a engagé l’ingénieur Domingo Yépez Cárdenas, qui a signé un contrat le 27 avril 2005 comme contrôleur de l’adéquation de la passerelle sud et de l’éclairage du pont « El Velero ».